# John Lawrence LeConte
John Lawrence LeConte (Nueva York 13 de mayo de 1825 - Filadelfia 15 de noviembre de 1883) fue un  entomólogo estadounidense del siglo XIX; fue el responsable de nombrar y describir aproximadamente la mitad de los insectos conocidos actualmente en Estados Unidos, incluyendo 5.000 especies de coleópteros. Fue reconocido como la autoridad en coleópteros estadounidenses durante su vida, y ha sido reconocido como el padre del estudio de los coleópteros estadounidenses.

## Biografía
Un miembro de la corriente científica creada por la familia LeConte, John Lawrence, nació en Nueva York, hijo del naturalista John Eatton Le Conte. Su madre murió cuando John Lawrence tenía solo unos meses de vida, y por tanto fue criado por su padre. Basándose en las muestras de su firma, John Lawrence usó la variante del sobrenombre "LeConte" sin el espacio entre ambas palabras, que su padre usó ("Le Conte"). John Lawrence se graduó en el Mount Saint Mary College en 1842, y luego en la Columbia University College of Physicians and Surgeons en 1846. Mientras estaba en la escuela de Medicina, en 1844, John Lawrence viajó con su primo Joseph LeConte a los Grandes Lagos. Partiendo en las Cataratas del Niágara, visitaron Detroit y Chicago atravesando Míchigan, Wisconsin, Iowa e Illinois antes de volver de Ohio River a Pittsburgh y de ahí a New York. John Lawrence publicó sus primeros tres estudios sobre coleópteros en ese año.

## Viajes
Después de graduarse de la escuela de medicina John Lawrence LeConte hizo numerosos viajes al oeste, incluyendo a California por Panamá en 1849. Mientras que en San Francisco, envió 10 000 coleópteros preservados en alcohol a su padre. Otros 20.000 especímenes fueron perdidos en el incendio de 1852. LeConte viajó a través de Europa, y a Egipto y Argelia. Pasó dos años estudiando el río Colorado, y fue a Honduras para la construcción del Honduras Interoceanic Railway, y en Colorado y Nuevo México para la celebración de votación por el Kansas Pacific Railroad. Se mudó a Filadelfia en 1852, residiendo ahí por el resto de su vida. Durante la guerra civil estadounidense trabajó como cirujano con los voluntarios de California, alcanzando el rango de teniente coronel. En 1878 se convirtió en el encargado en jefe (director asistente) del Casa de Moneda de los Estados Unidos en Filadelfia. Mantuvo esa posición hasta su muerte en 1883.
LeConte fue activo en las sociedades científicas de su época, con nombramientos como vicepresidente de la Sociedad Filosófica Estadounidense (1880-1883) y presidente de la Asociación Estadounidense para el desarrollo de las ciencias (1873). Fue el fundador de la Sociedad Entomológica Estadounidense y un conocido miembro de la Academia Nacional de Ciencias de Estados Unidos, la Academia de Ciencias naturales de los Estados Unidos.
Toxostoma lecontei fue descubierto por LeConte mientras estaba en un viaje de colecta de especímenes de coleópteros en Arizona, y lo nombró en honor a George Newbold Lawrence. LeConte se comunicó y colectó pájaros para Spencer Fullerton Baird, un primo distante y director asistente, y luego director de la Smithsonian Institution por un total de 39 años. En forma de devolver el favor, le pidió a otros naturalistas recolectar coleópteros para LeConte.

## Trabajos
- Catalogue of the Coleoptera of the United States., catálogo de Coleoptera de los Estados Unidos (1853) Frederick E. Melsheimer, revisado por Samuel Stehman Haldeman y John Lawrence LeConte
- Classification of the Coleoptera of North America, clasificación de la Coleoptera de Norteamérica (1861, 1873)
- New Species of North American Coleoptera, nuevas especies de la Coleoptera de Norteamérica (1866, 1873)
- Classification of the Coleoptera of North America. Part II, clasificación de la Coleoptera de Norteamérica, parte II (1883) - junto a George Henry Horne

## Abreviatura (zoología)
La abreviatura LeConte  se emplea para indicar a John Lawrence LeConte como autoridad en la descripción y taxonomía en zoología.